# Obergefreiter
Der Obergefreite ist ein militärischer Dienstgrad der Bundeswehr, der Schweizer Armee und früherer deutscher Streitkräfte. In den Streitkräften der Nationalen Volksarmee der DDR existierte dieser Rang nicht, dort entsprach ihm annähernd der Dienstgrad Stabsgefreiter.

## Bundeswehr
Der Dienstgrad Obergefreiter wird durch den Bundespräsidenten mit der Anordnung des Bundespräsidenten über die Dienstgradbezeichnungen und die Uniform der Soldaten auf Grundlage des Soldatengesetzes festgesetzt.

### Befehlsbefugnis und Dienststellungen
In der Bundeswehr ist der Obergefreite ein Mannschaftsdienstgrad, der gemäß der Zentralen Dienstvorschrift (ZDv) A-1420/24 „Dienstgrade und Dienstgradgruppen“ zur Dienstgradgruppe der Mannschaften zählt. Aufgrund der Zugehörigkeit zur Dienstgradgruppe der Mannschaften können Obergefreite auf Grundlage des § 4 („Vorgesetztenverhältnis auf Grund des Dienstgrades“) der Vorgesetztenverordnung niemandem allein auf Grund ihres Dienstgrades Befehle erteilen. Wie alle Mannschaftsdienstgrade können sich Obergefreite auch in Notlagen nicht selbst zu Vorgesetzten gemäß § 6 („Vorgesetztenverhältnis auf Grund eigener Erklärung“) der Vorgesetztenverordnung erklären.
Obergefreite haben in der Regel die Grundausbildung, die Ausbildung zum Sicherungs- und Wachsoldaten und in der Laufbahn der Mannschaften meist eine für die beabsichtigte Verwendung vorgesehene, häufig lehrgangsgebundene, Spezialgrundausbildung abgeschlossen und können nun auf Dienstposten in der Truppe eingesetzt werden, wo sie das Erlernte in der Praxis vertiefen. Obergefreite der Laufbahngruppe der Mannschaften werden beispielsweise als Kraftfahrer, als Infanterist, im Wachdienst oder als Bediener von Waffensystemen (z. B. als Richtschütze gepanzerter Fahrzeuge), als Mechaniker oder als Gehilfe in Stäben eingesetzt. Aufgrund dieser und ähnlicher Dienststellungen und ihrer fachlich meist eng begrenzten Aufgabenbereiche können Obergefreite in den in der Vorgesetztenverordnung aufgezählten Fällen und in den dort genannten Grenzen allen dienstlich oder fachlich unterstellten Soldaten Befehle erteilen.

### Ernennung
Maßgebliche gesetzliche Grundlagen für die Ernennung zum Obergefreiten trifft die Soldatenlaufbahnverordnung (SLV) und ergänzend die Zentrale Dienstvorschrift (ZDv) 20/7. Zum Obergefreiten können Zeitsoldaten, freiwillig Wehrdienstleistende sowie beorderte Reservisten aller Laufbahnen ernannt werden. Soldaten können sechs Monate nach Eintritt in ein Dienstverhältnis der Bundeswehr zum Obergefreiten ernannt werden. Zum Obergefreiten werden in der Regel nur Soldaten ernannt, die zuvor als Gefreite gedient haben.

### Besoldung
Ein Soldat auf Zeit im Dienstgrad Obergefreiter erhält eine Besoldung nach Besoldungsgruppe A 4 der Bundesbesoldungsordnung A. Ein Freiwillig Wehrdienst Leistender erhält stattdessen Wehrsold nach dem Wehrsoldgesetz (WSG), ein Reservistendienst Leistender Leistungen nach dem Unterhaltssicherungsgesetz (USG).

### Dienstgradabzeichen
Das Dienstgradabzeichen für Obergefreite zeigt zwei Schrägstreifen auf beiden Schulterklappen bzw. für Marineuniformträger in der Regel auf den Oberärmeln. Bei allen drei Teilstreitkräften führten die damals nur bis zum Hauptgefreiten reichenden Mannschaftsdienstgrade die Rangabzeichen usw. ursprünglich auf den Oberärmeln. Im Frühjahr 1974 rückten diese beim Dienst- und Ausgehanzug von Heer und Luftwaffe auf die Schulterklappen.
Die Schrägbalken werden im Soldatenjargon als „Pommes“ oder „Fritte“ bezeichnet; die entsprechenden Gefreitendienstgrade als „Ein-/Zwei-/Drei-“ usw. „Pommes-“  bzw. „Fritten-Generale“.

### Geschichte
Die meisten Grundwehrdienstleistenden wurden mit diesem Dienstgrad als „Obergefreiter der Reserve“ (OGefr d. R.) entlassen.

### Äquivalente, nach- und übergeordnete Dienstgrade
Den Dienstgrad Obergefreiter führen sowohl Heeres-, Luftwaffen- als auch Marineuniformträger. In den Streitkräften der NATO ist der Obergefreite zu allen Dienstgraden mit dem NATO-Rangcode OR-3 äquivalent. Gemäß NATO-Rangcode ist der Dienstgrad der Bundeswehr also beispielsweise mit dem Private First Class der Streitkräfte der Vereinigten Staaten vergleichbar.
In der Laufbahngruppe der Mannschaften ist der Obergefreite gemäß ZDv 20/7 über dem rangniedrigeren Gefreiten und unter dem ranghöheren Hauptgefreiten eingeordnet.
| Mannschaftsdienstgrad |               |                    |
| Niedrigerer Dienstgrad |               | Höherer Dienstgrad |
| Gefreiter | Obergefreiter | Hauptgefreiter     |
| Dienstgradgruppe: Mannschaften – Unteroffiziere o.P. – Unteroffiziere m.P. – Leutnante – Hauptleute – Stabsoffiziere – Generale |               |                    |

## Schweizer Armee
In der Schweizer Armee gibt es den Obergefreiten (Abkürzung: Obgfr) seit dem 1. Januar 2004. Er ist ein Spezialist, der Aufgaben mit höherer Verantwortung oder die Funktion eines Gruppenführerstellvertreters einnimmt.
Wenn der Obergefreite eine Führungsfunktion innehat, zählt er zum Kader, sonst ist es ein Grad der Mannschaft. Obergefreiter wird ein Soldat in der Rekrutenschule während der Ausbildung zum Unteroffizier, in diesem Fall wird er auch Anwärter genannt. Bei sehr guter Leistung kann ein Gefreiter oder Soldat während eines Wiederholungskurses zum Obergefreiten befördert werden. Diese Anerkennung ist mit keinen weitergehenden Pflichten in Bezug auf die Dienstzeit verbunden, es wird jedoch weiterhin der entsprechende Einsatz erwartet, für die er den Grad erhalten hat. Sein Sold beträgt 9.50 Franken pro Tag.
Seit der WEA bzw. ab 2018 werden keine Beförderungen zum Obergefreiten mehr ausgesprochen.
In Auslandseinsätzen wird er als Private First Class bezeichnet (PFC). NATO-Rangcode: OR-3. Das Dienstgradabzeichen zeigt drei Schrägstriche, was zu einer Verwechslung mit dem Hauptgefreiten der deutschen Bundeswehr führen kann.
Im Zuge der WEA wird der Grad abgeschafft.
| Niedrigerer Grad Gefreiter | Mannschaftsgrad Obergefreiter (Unteroffiziersanwärter) | Höherer Grad Korporal |
| Einordnung: Mannschaften – Unteroffiziere – Höhere Unteroffiziere – Subalternoffiziere – Hauptleute – Stabsoffiziere – Höhere Stabsoffiziere – Oberbefehlshaber der Armee Alle Grade auf einen Blick: Grade der Schweizer Armee |                                                        |                       |

## Frühere deutsche Streitkräfte

### Preußische Armee und Kaiserliches Heer

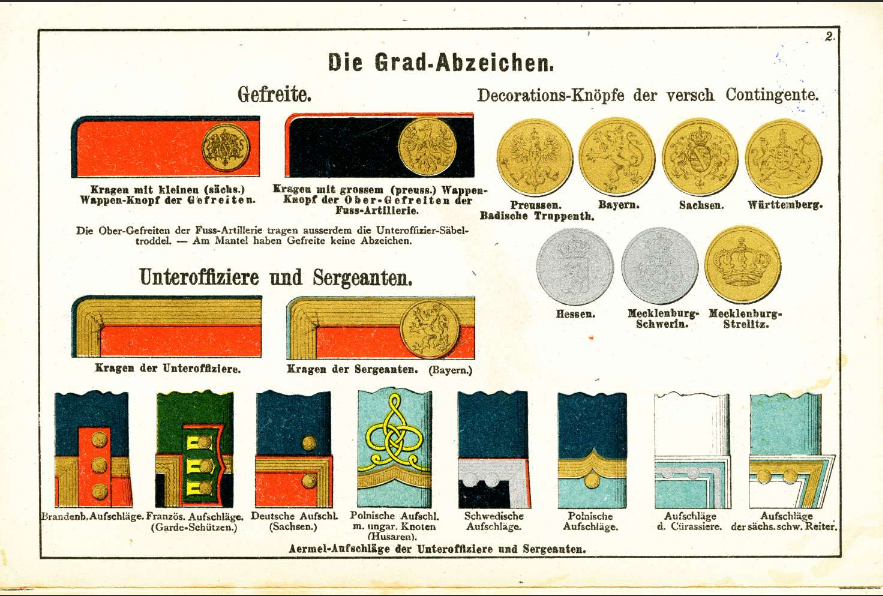
Deutsches Heer, 1899. In der oberen Reihe die Auszeichnungsknöpfe der Gefreiten und Obergefreiten

In der preußischen Armee wurde der Mannschaftsdienstgrad Obergefreiter per AKO vom 6. Januar 1846 geschaffen und per AKO vom 21. April 1853 wieder abgeschafft. In der preußischen Fußartillerie wurde der Dienstgrad per AKO vom 30. Juni 1859 (wieder) eingeführt und zeichnete gewöhnlich den Richtkanonier aus; der Dienstgrad ersetzte somit die 1730 eingerichtete niederste Artillerie-Unteroffizierscharge Bombardier. In den übrigen Truppengattungen des deutschen Heeres sowie in der Kaiserlichen Marine gab es den Dienstgrad Obergefreiter nach 1871 nicht. Abzeichen war zunächst ein kleiner Adlerknopf auf den Kragenpatten von Rock und Mantel (der Adlerknopf ging 1853 an den bisher abzeichenlosen Gefreiten über), seit 1859 großer Adlerknopf und Unteroffizierstroddel (in den Landesfarben) an der Seitenwaffe (Reitersäbel, Bajonett). Im Soldatenjargon entstand so die Bezeichnung Knopfsoldat.

### Reichswehr
Nach der deutschen Niederlage im Ersten Weltkrieg blieben die Dienstgradbezeichnungen der „Alten Armee“ erhalten, nur jene der Unteroffiziere änderten sich Anfang 1920. Die am 19. Januar 1919 verfügten „Vorläufigen Bestimmungen über die Bekleidung des Friedensheeres“ brachten zwar neue Rangabzeichen, ließen die Dienstgrade Gefreiter und Obergefreiter aber aus. Vermutlich trugen diese weiterhin ihre heraldischen Kragenknöpfe. Die Unteroffiziere und Offiziere unterschied jetzt ein System aus blauen Horizontalstreifen unterschiedlicher Breite, für Unteroffiziere auf dem linken Ober-, für Offiziere auf dem linken Unterärmel.
Diese Abzeichen blieben nicht lange in Tragung, denn die „Bestimmungen über die Bekleidung und Ausrüstung der vorläufigen Reichswehr“ (sic!) vom 5. Mai 1919 bestimmten nun als Rangabzeichen auf beiden Armen zu tragende silberfarbene Tressen. Gefreite und Obergefreiten legten den Kragenknopf ab und erhielten dafür ein gemeinsames Abzeichen: einen 1 cm breiten und 6 cm langen Querbalken auf dem Oberärmel. Entgegen der Vorschrift wurde dieser nicht auf beiden Oberärmeln getragen, sondern nur links, wie auch die Winkel der Unteroffiziere; vermutlich geschah dies aus Materialmangel. Dazu ein Paar feldgraue Schulterschnüre mit je zwei geflochtenen Schiebern, wie auch alle übrigen Wehrleute in Mannschaftsrängen (Unteroffiziere und Offiziere die Schnüre und Schieber in Silber, Generale in Gold). Die neuen Abzeichen galten als unpraktisch und wenig robust, so dass eine Verfügung vom 22. Februar 1920 eine weitere Änderung ankündigte. Die Neuanschaffung von Rangtressen und Schulterschnüren hatte zu unterbleiben, notfalls waren die Abzeichen der „Alten Armee“ weiterzutragen.
Tatsächlich aber kamen neue Rangabzeichen erst zum am 1. Januar 1921 auf, mit Gründung der Reichswehr. Eine Verfügung, die zu diesem Datum wirksam wurde, etablierte den Obergefreiten als festen Dienstgrad in allen Waffen- und Truppengattungen von Reichsheer und Reichsmarine. Die Aufstellung einer eigenen Luftwaffe blieb Deutschland laut Versailler Vertrag versagt. Das Rangabzeichen bestand aus drei mit der Spitze nach unten weisenden silberfarbenen Winkeln. Bei der Reichsmarine waren diese aus gelbem Tuch oder Tresse (auf blaum Hemd und Jacke) gefertigt oder aus blauem Tuch (weißes Hemd).

### Wehrmacht
Im Heer der Wehrmacht führten Obergefreite seit Oktober 1936 zwei Tressenwinkel. Der 1936 eingeführte Obergefreite mit mehr als sechsjähriger Gesamtdienstzeit besaß zusätzlich einen vierspitzigen Rangstern im Feld zwischen den Schenkeln des inneren Winkels. Vorübergehend wurde nun also zwischen Obergefreiten alter Art (im Schriftverkehr abgekürzt a. A.) und neuer Art (n. A.) unterschieden, für die keine Planstellen mehr eingerichtet werden mussten. Ab April 1942 kam es für „die Dauer des Krieges“ zur Einführung des Stabsgefreiten neuer Art (unter Beibehaltung des Dienstgradabzeichens des Stabsgefreiten alter Art). Für ihn war ebenfalls keine Planstelle mehr nötig. Dazu befördert werden konnten Soldaten nach fünf Jahren Gesamtdienstzeit im Feldheer, beim Ersatzheer nach sechs Jahren. Ebenso möglich war die Beförderung nach nur zwei Monaten im Dienstgrad Obergefreiter, bei Bewährung im Feldeinsatz. In der Konsequenz verschwand der Dienstgrad Obergefreiter mit mehr als 6 Dienstjahren, obschon man dies nicht eigens verfügte. Es ist anzunehmen, dass die Obergefreiten alter Art zeitnah in den neuen Dienstgrad aufstiegen.
In der Kriegsmarine änderten sich das Abzeichen und die Benennungen des Obergefreiten ebenfalls mehrmals. Zwischen 1937 und 1940 unterschied man auch dort zwischen Obergefreiten alter Art und neuer Art. Erstere waren noch vor dem 1. April 1934 in diesen Rang und entsprechende Planstellen befördert worden. Der Laufbahnzusatz wurde jeweils vorangestellt (bspw. Funkobergefreiter, Matrosenobergefreiter, Signalobergefreiter usw.). Mitte 1940 wurden die Obergefreiten alter Art in Stabsgefreite umbenannt, die bisherigen Stabsgefreiten aber in Oberstabsgefreite. Das Rangabzeichen wurde auf dem linken Oberärmel getragen. Es bestand aus zwei goldfarbenen Winkeln aus geflochtenem Soutacheband (Plattschnur) mit einem vierspitzigen Rangstern im Feld zwischen den Schenkeln des oberen Winkels; auf dem weißen Hemd und auf der braunen Tropenfeldbluse war das Abzeichen kornblumenblau. Die gelben Rangabzeichen waren auf einer dunkelblauen Unterlage aufgenäht, die blauen auf einer weißen Unterlage bzw. auf einer aus braunem Tropenstoff. Das Laufbahnabzeichen wurde oberhalb des auf dem linken Oberärmel getragenen Rangabzeichens geführt.
Seit der Enttarnung der Luftwaffe, am 1. März 1935, zählte der Obergefreite zu deren Mannschaftsgraden. Er ging aus dem Flieger-Obergefreiten der Fliegerschaft des Deutschen Luftsportverbands (DLV) hervor, der dort auch als 2. Flugzeugführer, 2. Bordfunker oder Wart firmierte. Statt des Rangabzeichens seines DLV-Pendants, vier aluminiumfarbenen Schwingen auf beiden Kragenspiegeln, trug der Luftwaffen-Obergefreite nur drei Kragen-Schwingen. Die Kragenpatten waren in einer der jeweiligen Waffenfarben der Luftwaffe gehalten. Zusätzlich führte er auf dem linken Oberarm einen Doppelwinkel gemäß Heeresmuster, jedoch auf einer Unterlage aus Grundstoff, statt auf einer aus blaugrünem Tuch. Die Winkel waren aus aluminiumfarbener Tresse (Tuchrock, Fliegerbluse, Mantel), graublauer Borte (Drilchbluse, Arbeitsschutzanzug) oder dunkelbrauner Borte (Tropenhemd) gefertigt.
In der Luftwaffe naturgemäß unbekannt war der Dienstgrad Obergefreiter mit mehr als sechs Jahren Gesamtdienstzeit. In Heer und Kriegsmarine wurden dazu seit 1936 nur jene Militärangehörigen befördert, die noch vor der Umwandlung der nur aus Freiwilligen bestehenden Reichswehr in die Wehrpflichtigenarmee der Wehrmacht in das Militär eingetreten waren.

#### Rangabzeichen Reichswehr und Wehrmacht (Heer, Luftwaffe, Marine)
| Bezeichnung   | Obergefreiter in Reichswehr und Wehrmacht | Obergefreiter in Reichswehr und Wehrmacht | Obergefreiter in Reichswehr und Wehrmacht                                                                                       | Obergefreiter in Reichswehr und Wehrmacht | Obergefreiter in Reichswehr und Wehrmacht | Obergefreiter in Reichswehr und Wehrmacht | Obergefreiter in Reichswehr und Wehrmacht | Obergefreiter in Reichswehr und Wehrmacht                  |
| ------------- | ----------------------------------------- | ----------------------------------------- | --- | ----------------------------------------- | ----------------------------------------- | --- | ----------------------------------------- | ---------------------------------------------------------- |
| Waffengattung | Reichsheer Heer (Wehrmacht)               | Heer (Wehrmacht)                          | Heer (Wehrmacht) | Reichsmarine Kriegsmarine                 | Kriegsmarine                              | Kriegsmarine | Luftwaffe                                 | Luftwaffe                                                  |
| Rangabzeichen |                                           |                                           | |                                           |                                           | |                                           |                                                            |
| Beschreibung  | Abzeichen auf linkem Oberarm (1921–1936)  | (ab 1936)                                 | mit mehr als 6 Jahren Gesamtdienstzeit (1936–1942), ab 1942 ausgelaufen u. Dienstgradinhaber zu Stabsgefreiten (n.A.) befördert | (1921–1938) Seemännischer Dienst          | (ab 1938) Seemännischer Dienst            | mit mehr als 6 Jahren Gesamtdienstzeit (1937–1940), 1940 umbenannt in Stabsgefreiter Anm.: Der Winkel bestand aus geflochtener Plattschnur, nicht, wie hier gezeigt, aus glatter Tresse oder Tuch | Abzeichen auf linkem Oberarm              | Kragenspiegel (beidseitig) Fliegertruppe/ Fallschirmtruppe |

| Dienstgrad                                                     |                        |                          |                          |                          |                          |
| niedriger: Gefreiter (H/M/Lw) Oberstabsmatrose (M) (1935–1938) | Obergefreiter (H/M/Lw) | höher Stabsgefreiter (H) | höher Stabsgefreiter (H) | höher Stabsgefreiter (H) | höher Stabsgefreiter (H) |
| niedriger: Gefreiter (H/M/Lw) Oberstabsmatrose (M) (1935–1938) | Obergefreiter (H/M/Lw) | Hauptgefreiter (M/Lw)    |                          |                          |                          |